# Beton samonaprawialny
Beton samonaprawialny (ang. self repairing concrete, self healing concrete) należy do klasy tzw. „inteligentnych” materiałów, które w swej strukturze mają zdolność do naprawy własnych uszkodzeń mechanicznych. Idea ta narodziła się z obserwacji systemu biologicznego, który ma zdolność leczenia własnych ran.

## Mechanizmy samoleczenia
- samonaprawa betonu jako rezultat opóźnienia hydratacji cementu
  - Po powstaniu rys w betonie, nieprzereagowane cząstki cementu mogą być wystawione na oddziaływanie wody, która wnika do rysy. W tym przypadku może wystąpić ponowna hydratacja i produkty rehydratacji wypełnią rysę.
- zastosowanie mikroorganizmów (Bacillus Pasteurii, których produkt metabolizmu – CaCO3 – może wypełniać rysy powstałe w betonie)
- wprowadzenie chemicznego „środka leczniczego” w postaci kapsułek sferycznych lub cylindrycznych.
  - W elemencie betonowym rozsiane są kapsułki zawierające monomer oraz kapsułki zawierające katalizator. W momencie gdy powstaje rysa, kapsułki niszczą się, zawarte w nich składniki wypływają i mieszają się ze sobą. Rysa jest wypełniana monomerem, który po chwili ulega polimeryzacji i spaja pęknięcie. Stosuje się kapsułki szklane w postaci rurek o średnicy 20–70 μm lub sferyczne kapsułki z polimeru termoutwardzalnego[1].
- wprowadzenie oleju słonecznikowego w postaci kapsułek do asfaltobetonu[2]
  - Kapsułki z olejem, po powstaniu dziur w asfalcie, mają na celu zmniejszenie lepkości asfaltu aby ten samoczynnie wpłynął w dziury i je wypełnił.
- wykorzystanie nieutwardzonych żywic epoksydowych

Łańcuchy żywic epoksydowych w środowisku zaczynu cementowego, a więc przy udziale powstałego w wyniku hydratacji cementu wodorotlenku wapnia, zaczynają reagować i twardnieć bez konieczności wprowadzania żadnego utwardzacza.
Zjawisko to zostało wykorzystane w samonaprawie betonu.  Przy zawartości polimerów ok. 20%  objętości spoiwa, stopień przereagowanych bez wpływu utwardzacza łańcuchów żywic epoksydowych wynosi ok. 50%. Nadmiar nieutwardzonych żywic wnika w pory stwardniałego zaczynu cementowego.
W przypadku pojawienia się rysy w elemencie betonowym, która przecina miejsce zgromadzenia nieutwardzonych żywic epoksydowych, następuje ich rozlanie i wypełnienie rysy. W kontakcie z wodorotlenkiem wapnia występującym w betonie, żywice te reagują i twardnieją. W ten sposób rysa zostaje wypełniona i związana.